# Шибаниды
Шибани́ды, Сибани́ды — чингизиды, потомки Шибана, пятого сына Джучи от главной жены. После окончания западного похода, в 1241 году Бату передал Шибану титул орлок (у Василия Яна — джихангир), главнокомандующего армией Монгольской империи.
Когда во времена Великой замятни в улусе Джучи почти одновременно вымерли линии Орды-Эджена, старшего сына Джучи, правившая в Кок Орде, и линия Бату — верховных ханов улуса Джучи, Шибаниды остались единственными представителями законной линии потомков Джучи. Претендуя на всё наследие улуса Джучи, Шибаниды вели непримиримую борьбу с Тукатимуридами, потомками тринадцатого сына Джучи от наложницы Тукай Тимура, утвердившимися в улусе Джучи, Большой Орде, Крымском, Казанском, Астраханском ханствах и в Казахском ханстве Ак Орда. Различные представители династии Шибанидов несколько раз захватывали престол улуса Джучи, однако удержаться на нём не смогли. Старшая линия Шибанидов захватила власть в Сибири, с перерывами царствуя до присоединения к России.
В России потомки последнего хана Сибири Али стали последними ханами Касимовского ханства. Их потомки носили титулы царевичей Касимовских и Сибирских (с 1718 года князья Сибирские). Представители средней линии захватили власть в Кок Орде, свергнув Тукайтимуридов, потомков Урус-хана, позднее основавших Казахское ханство Ак Орда. В борьбу с ними вступили представители младшей линии Шибанидов, захватившие власть на части территории Кок Орды, и в 1511 году завоевашие Хорезм, основав линию Хивинских ханов. К средней линии Шибанидов относился основатель узбекской династии Шибанидов — Шейбанидов — Мухаммед Шейбани (1451—1510), сын Шахбудаг-султана, внук Абулхайра.
Согласно Т. Султанову, Шибаниды — династия потомков Шибана, разные ветви которой управляли Синей Ордой (1361—1368), Золотой Ордой (1361—1494, с перерывами), кочевыми узбеками (1417—1500), Тюменской Ордой и Сибирским ханством (1457—1664), Бухарским ханством (1500—1601) и Хивинским ханством (Арабшахиды, 1511—1728).

## Шибаниды Сибири
- Ибрахим, сын Пулада — хан Чинги-Туры, ум. ок. 1410
- Даулат Шайх оглан, сын Ибрахима — хан Сибири 1410—1426
- Мустафа хан, сын Муса султана — хан Сибири до 1420—1431
- Хаджи-Мухаммад, сын Али, потомка Шибана в седьмом поколении, — хан Сибири 1421 — ок. 1428
- Абу-л-Хайр Убайдаллах хан, сын Даулат Шайх оглана — хан Сибири 1428—1468, хан узбеков
- Ибак (Сайид Ибрахим хан), сын Махмудека, внук Хаджи-Мухаммада — хан Сибири ок. 1448—1495
- Мамук-хан, сын Махмудека, внук Хаджи-Мухаммада — хан Сибири 1495 — ок. 1496
- Агалак султан, сын Махмудека, внук Хаджи-Мухаммада — хан Сибири ок. 1497 — ок. 1500
- Кутлук-хан, сын Ибака — хан Сибири ок. 1500 — после 1506
- Муртаза-хан, сын Махмудека — претендент на престол Сибири
- Кучум-хан, сын Муртаза-хана — хан Сибири 1563—1598
- Али-хан, сын Кучум-хана — хан Сибири 1601—1608, ум. после 1645

## Шибаниды Золотой орды
- Хизр-хан, сын Мангутай-оглана, хан Золотой орды 1360
- Тимур-Ходжа-хан, сын Хизр-хана, хан Золотой орды 1360
- Хаджи Мурад-хан, сын Мангутай-оглана, хан Золотой орды 1360
- Алибек-хан, сын Мункэ Тэмур-хана, хан Сибири 1359—1375, хан Золотой орды 1374—1375
- Каганбек-хан, сын Алибек-хана, хан Сибири 1375—1377, хан Золотой орды 1375—1377
- Арабшах хан, сын Пулад султана, хан Золотой орды 1377—1378

## Шибаниды Казани
- Мамук-хан, сын Махмудека, хан Казани 1495—1496, ум. 1502

## Шибаниды Касимова
- Алп Арслан-хан, сын Али-хана, хан Касимова 1614—1626
- Сайид Бурхан-хан, сын Алп Арслан-хана, хан Касимова 1626—1679

## Шибаниды Кок Орды
- Джумадук, сын Суфи-султана, хан Кок Орды 1425—1428
- Абу-л-Хайр Убайдулла-хан, сын Даулат Шейх-оглана, хан Кок Орды 1428—1468
- Шайх-Хайдар, сын Абу-л-хайра, хан Кок Орды 1468—1469
- Хуш Хайдар-хан, сын Шайх-Хайдара, хан Кок Орды 1469

### Параллельно правили в части Кок Орды
- Йадгар-хан (Жадигер), сын Тэмур Шейх-султана, хан Кок Орды 1458—1468
- Буреке-султан, сын Йадгар-хана, хан Кок Орды 1468—1469
- Илак-хан, сын Йадгар-хана, хан Кок Орды 1469—1484
- Аминек-хан, сын Йадгар-хана, хан Кок Орды 1484—?
- Ильбарс-хан, сын Буреке-султана, хан Кок Орды ?—1511, хан Хорезма 1511—1538

## ШибанидыМавераннахра
- Шейбани-хан, сын Шахбудаг-султана, хан Мавераннахра 1501—1510
- Кучкунджи-хан, сын Абулхайр-хана, султан Туркестана 1501—1512, хан Мавераннахра 1512—1530
- Абу Саид-хан, сын Кучкунджи-хана, хан Мавераннахра 1530—1533
- Убайдулла-хан, сын Махмуд-султана, султан Бухары 1512—1533, хан Мавераннахра 1533—1539
- Пирмухаммед-хан, сын Джанибек-султана, султан Балха 1546—1566, султан Бухары 1550—1551, хан Мавераннахра 1556—1561
- Искандер-хан, сын Джанибек-султана, султан Мианкалы 1512—1533, султан Керминэ 1529—1533, хан Мавераннахра 1561—1583
- Абдулла-хан II, сын Искандер-хана, султан Карши 1552—1554, султан Бухары 1555—1556, 1557—1561, султан Керминэ 1556—1561, хан Бухары 1561—1583, хан Мавераннахра 1583—1598
- Абдалмумин-хан, сын Абдуллы-хана II, султан Балха 1582—1583, хан Балха 1583—1598, хан Мавераннахра 1598
- Пирмухаммед-хан II, сын Исфандийар-султана, хан Мавераннахра 1598—1601

## ШибанидыХорезма(1511—1728)
- Ильбарс-хан, сын Буреке-султана, хан Кок Орды ?—1511, хан Хорезма 1511—1518
- Султан Хаджи-хан, сын Бильбарс Паландж-султана, хан Хорезма 1518—1519
- Хасанкули-хан, сын Абулек-хана, хан Хорезма 1519
- Суфиян-хан, сын Аминек-хана, хан Хорезма 1519—1522
- Буджуга-хан, сын Аминек-хана, хан Хорезма 1522—1526
- Аванеш-хан, сын Аминек-хана, хан Хорезма 1526—1538
- Кал-хан, сын Аминек-хана, хан Хорезма 1541—1547
- Агатай-хан, сын Аминек-хана, хан Хорезма 1547—1557
- Дост-хан, сын Агатай-хана, хан Хорезма 1557—1558
- Хаджи Мухаммад-хан, сын Агатай-хана, хан Хорезма 1558—1603
- Араб Мухаммад-хан, сын Хаджи Мухаммад-хана, хан Хорезма 1603—1621
- Хабаш султан и Ильбарс султан, сыновья Араб Мухаммад-хана 1621—1623
- Исфандияр-хан, сын Араб Мухаммад-хана, хан Хорезма 1623—1643
- Абу-л-Гази-хан, сын Араб Мухаммад-хана, хан Хорезма 1643—1663
- Абу-л-Музаффар Мухаммад Ануша-хан, сын Абу-л-Гази-хана, хан Хорезма 1663—1686
- Худайдад-хан, сын Мухаммад Ануша-хана, хан Хорезма 1686—1689
- Эренг-хан, сын Мухаммад Ануша-хана, хан Хорезма 1689—1694
- Джочи-хан, сын Хаджи Мухаммад-хана, хан Хорезма 1694—1697
- Валихан, сын Хаджи Мухаммад-хана, хан Хорезма 1697—1698
- Шахнияз-хан, сын Джочи-хана, хан Хорезма 1698—1702
- Шахбахт-хан, сын Шахнияз-хана, хан Хорезма 1702—1703
- Сайид Али-хан, сын Шахнияз-хана, хан Хорезма 1703
- Мусахан, сын Джочи-хана, хан Хорезма 1703—1704
- Йадигар-хан, сын Хаджи Мухаммад-хана, хан Хорезма 1704—1714
- Шергази-хан, хан Хорезма 1714—1728